# 메리 플래너건
메리 플래너건(Mary Flanagan)은 미국에서 활동하는 예술가, 작가, 교육자, 디자이너, 게임 이론가이다. 저서로 '크리티컬 플레이'가 있다.

## 저서
크리티컬 플레이 : 급진적 게임 디자인 Critical Play: Radical Game Design (MIT Press, 2009)